# シロアゴガエル
シロアゴガエル（白顎蛙、Polypedates leucomystax）は、両生綱無尾目アオガエル科シロアゴガエル属に分類されるカエル。環境省指定特定外来生物。日本の侵略的外来種ワースト100に選定されている。学名は「白い上唇をもった、よく跳ねるもの」という意味。

## 分布
東南アジア原産。日本では沖縄諸島の大部分、大東諸島（北大東島）、宮古列島の大部分、八重山列島（石垣島）、奄美群島（与論島、徳之島）に移入分布している。石垣島に隣接する西表島でも一時期定着していたが、2年後に根絶された（後述）。住宅地や農耕地、二次林に生息している。

## 形態
体長はオスが4.7-5.2センチメートル、メスが6.3-7.3センチメートル。背面は灰褐色や赤褐色。正中線はないが、暗色でやや幅広い4本の縦条斑を持つ個体が多い。表面には細かな顆粒状突起がある。上顎（人の上唇に相当する部分）が白い。前後足とも指先の吸盤がよく発達する。前足に水掻きはない。
卵径は1.5ミリメートルで、アマミアオガエル（2.4ミリメートル）より小さい。幼生は、眼が体の側面にあり、体形はヒメアマガエルの幼生に似る。吻端に白斑を持つ個体が多い。

## 生態
夜行性。「ギィッ」「グェッ」という声で鳴く。樹上性だが地上でも活動する。沖縄、奄美での繁殖期は主に4-10月。止水環境に集まり、直径5-8センチメートルほどの泡に包まれた卵塊（泡巣）を、池や水たまりなどにある木の枝やコンクリートの壁面、水桶の縁などに産み付ける。泡巣は産下直後は黄白色だが、しばらくすると淡褐色に変色する。
国外での報告では、一度に100-400個の卵を産み、卵は4日くらいで孵化し、幼生は7週間ほどで変態しはじめるという。

## 外来種問題
日本では1964年に沖縄本島の嘉手納基地の前で採集された後、1997年には宮古列島で、2007年には石垣島で発見された。貨物にまぎれて侵入したと考えられる。
餌や産卵場所をめぐる競争、鳴き声による繁殖妨害を通し、在来種のカエルに悪影響を与えている可能性がある。また、本種とともに本来は日本国内に分布していない線虫の一種が持ち込まれており、こうした寄生虫の影響も心配されている。

### 防除の取り組み
石垣島では、発見当初の2007年からオタマジャクシが確認された沈砂池に塩素剤を投入して駆除を進めている。
西表島では、2015年8月に鳴き声により侵入が確認された。また、同年9月には沈砂升でオスが捕獲され、同年10月には卵塊が発見されて繁殖も確認された。しかし、薬剤防除や人手による駆除が行われた結果、2017年5月以降は生息が確認されず、環境省では2019年10月7日に、シロアゴガエルの繁殖が確認された島では初めてとなる、西表島でのシロアゴガエルの根絶を発表した。その後も監視は続けられており、定着を防いでいる。
奄美群島では、2013年に与論島で、2023年春には徳之島で定着が確認され、同年末時点で徳之島町南部と、隣接する伊仙町東部で確認されている。与論島では2019年までには島内全域に広まってしまったが、徳之島では拡大を防止するべく駆除が開始されている。地域住民にも情報提供の呼びかけと同時に、畑に不要なバケツやタライを放置しないように（放置すると雨水が溜まって繁殖場となりうるため）などの注意喚起が行われている。